# Belle Isle (stad in Florida)
Belle Isle is een plaats (city) in de Amerikaanse staat Florida, en valt bestuurlijk gezien onder Orange County.

## Demografie
Bij de volkstelling in 2000 werd het aantal inwoners vastgesteld op 5531.
In 2006 is het aantal inwoners door het United States Census Bureau geschat op 6457, een stijging van 926 (16,7%).

## Geografie
Volgens het United States Census Bureau beslaat de plaats een oppervlakte van
12,0 km², waarvan 5,0 km² land en 7,0 km² water.

## Plaatsen in de nabije omgeving
De onderstaande figuur toont nabijgelegen plaatsen in een straal van 8 km rond Belle Isle.